# 육군항공사관학교
육군항공사관학교(陸軍航空士官学校)는 일본 제국 간토 지방 사이타마현 도코로자와시 소재 일본 제국 육군 군사사관학교였다. 1937년 10월 1일부터 1945년 10월 1일까지 운영되었다. 

## 같이 보기
- 육군사관학교 (일본)